# Combate de dioses marinos
El Combate de dioses marinos o Combate de dioses del mar es un grabado realizado por Andrea Mantegna antes de 1481, formado por dos partes que unidas forman un friso. Las planchas se encuentran en la Colección Devonshire en Chatsworth House.

## Historia
La obra está considerada una de las mejores entre la docena de grabados conservados atribuidos a Andrea Mantegna. La datación plantea un problema en la medida en que el artista no la indica en las placas. Además, no se ha encontrado el motivo original. Pudo ser un dibujo, un fresco o una pintura. En este caso, parece que originalmente se trataba de un fresco que habría formado parte de la decoración interior de las paredes de una de las residencias del marqués Luis III de Mantua, como Cavriana, Goito o Revere (1458-1460), incluso Bondonello (1478), hoy desaparecidas. Mantegna estuvo en contacto con el marqués desde 1458, cuando ya le pidió que pensara en este tipo de decoración. Un hecho parece seguro: el grabado no se realizó después de 1480.  
El grabado se ejecuta a partir de dos planchas de cobre que pueden entintarse simultáneamente y luego unirse en el momento de la impresión: en el dibujo se ve claramente la cesura y los puntos de conexión y una tira de papel en blanco en la parte izquierda sirve para recibir la parte derecha pegándola.  
El mismo recurso, pero de forma menos asertiva, se encuentra en las Bacanales denominadas "con Sileno" y "con tina".

## Descripción y análisis

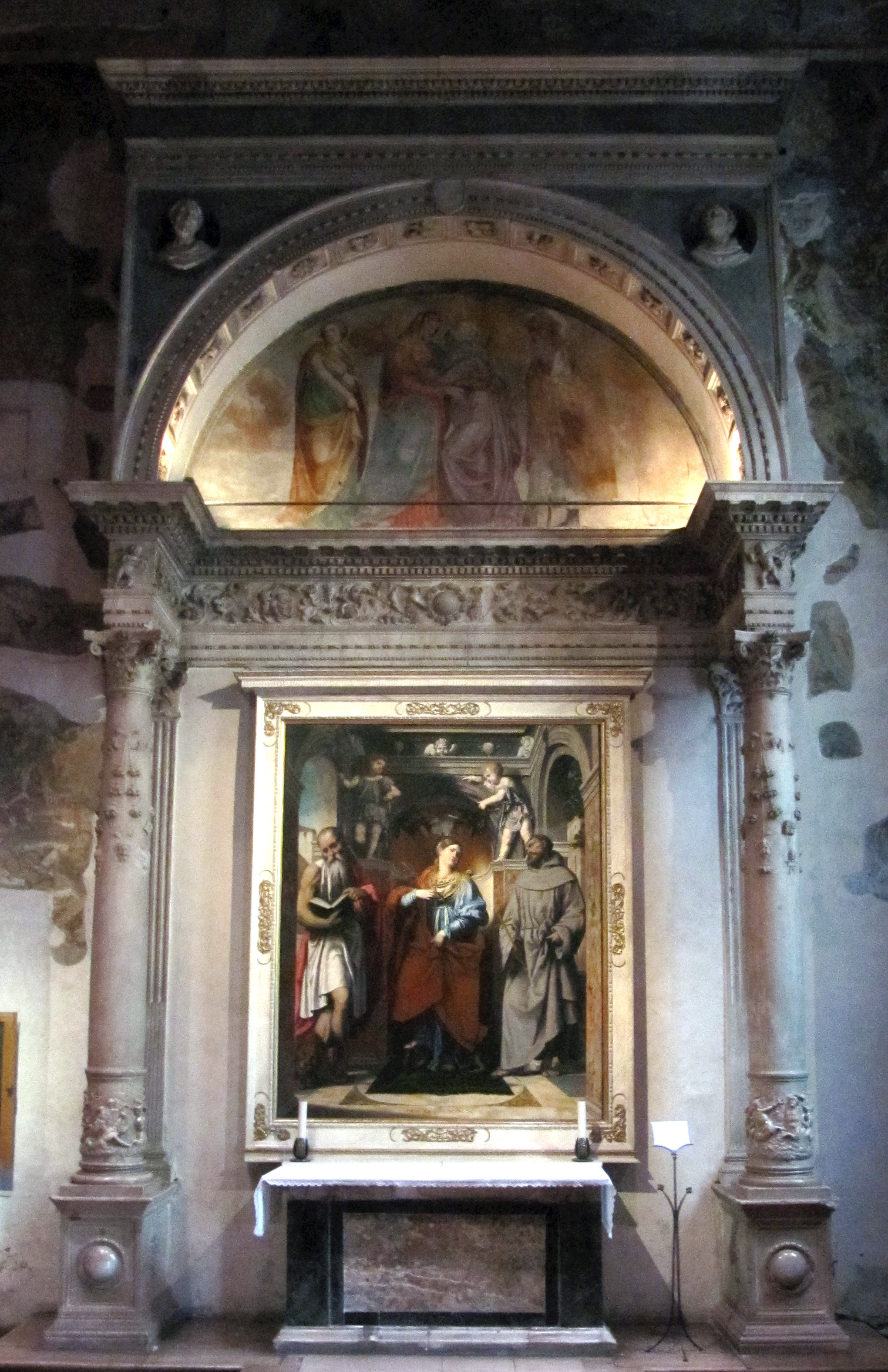
El altar de San Jerónimo flanqueado por dos columnas: se pueden distinguir en sus bases los motivos tomados del Combate (Brescia, iglesia de San Francisco de Asís).

Escena de interpretación mitológica, muestra a un grupo de varones montando caballos de mar y un monstruo marino y centauros marinos con ninfas en sus lomos que, en una especie de pantano, se enzarzan en una intensa lucha, golpeando con diversas armas (lanzas, flechas, huesos, peces o calaveras de animales). Entre ellos aparecen otros personajes, como un trompetista, y figuras alegóricas, como la Envidia (arriba a la izquierda), una anciana demacrada sosteniendo una cartela con su nombre. Más compleja es la interpretación de la estatua de Neptuno que da la espalda a la escena y está colocada detrás en tierra entre los juncos sobre un pedestal frente a un espejo, simbolizando quizás la indiferencia de la divinidad ante esta batalla, o incluso su desprecio.
Los personajes desnudos, como esculpidos en la representación, en un juego de luces y sombras, son un homenaje directo de Mantegna al arte grecorromano. Este tipo de friso no es raro en los sarcófagos romanos; un ejemplo de este tipo de composición se encuentra en forma de fragmento de relieve en un sarcófago actualmente en la Villa Médici; un entalle de sardónice del siglo I a. C. conservado en Oxford también tiene algunos detalles similares. Pero también se cree que el artista se inspiró, entre otras, en la Teogonía de Hesíodo. 
Alberto Durero realizó un dibujo a pluma interpretativo hacia 1494. La anciana desnuda detrás de Hércules en Hércules conquistando a Caco o Hércules matando a los Moliónidas, al igual que su Bruja,  son una reminiscencia de la figura situada en el extremo izquierdo del Combate de los dioses del mar.En Las Vidas (1550-1568), Giorgio Vasari sitúa este grabado entre las siete piezas que atribuye directamente a Mantegna.
El estudioso alemán Alfred Gotthold Meyer, en 1900, fue el primero en detectar en los dos cilindros inferiores de las columnas que enmarcan el altar de San Jerónimo en el interior de la iglesia de San Francisco de Asís en Brescia una original adaptación escultórica de este grabado en patrones circulares, sin continuidad, lo que constituye un caso prácticamente único en la historia del arte. Este trabajo, estudiado a principios del XXI, ha sido atribuido a Gasparo Cairano, principal exponente de la escultura renacentista en Brescia.